# Miguel Torres Morales
Miguel Alfonso Torres Morales (* 1975 in Arequipa, Peru) ist ein peruanisch-deutscher Autor und Lehrer.

## Leben
Nach seinem Lehramtsstudium und seiner anschließenden Promotion in Philosophie (Bonn, 2001) unterrichtete Torres Morales Deutsch an seiner alten Schule in Lima. Seine Lernjahre vollendete er mit der Lehrerausbildung am Studienseminar II in Hannover. Seit 2003 arbeitet er in Niedersachsen als Gymnasiallehrer für Philosophie, Deutsch und Spanisch. Auf seinem YouTube-Kanal bespricht er literarische und philosophische Themen auf Deutsch und auf Spanisch.
2022 veröffentlichte er sein erstes Buch La maravilla de la vida (Wunder des Lebens) bei Königshausen & Neumann. Es folgten Historia del Olvido. (Geschichte des Vergessens), Fuga de amor (Liebesfuge), El Libro de Mal de Amor (Das Buch des Liebeskummers), Arte de Renacer (Kunst der Wiedergeburt), Tratado contra la guerra (Traktat gegen den Krieg), Arte infinitivo de Olvidar. Die meisten Werke liegen in einer zweisprachigen Ausgabe vor. Seine Dissertation Systemtheorie, Diskurstheorie und das Recht der Transzendentalphilosophie wurde wieder aufgelegt.
Seine Lyrik kann als sehr einfühlsam, lebensbejahend und monumental eingestuft werden.